# Мехув (Великопольське воєводство)
Мехув (пол. Miechów) — село в Польщі, у гміні Пежув Кемпінського повіту Великопольського воєводства.
Населення — 677 осіб (2011).
У 1975-1998 роках село належало до Каліського воєводства.

## Демографія
Демографічна структура станом на 31 березня 2011 року:
|          | Загалом | Допрацездатний вік | Працездатний вік | Постпрацездатний вік |
| -------- | ------- | ------------------ | ---------------- | -------------------- |
| Чоловіки | 344     | 70                 | 251              | 23                   |
| Жінки    | 333     | 82                 | 190              | 61                   |
| Разом    | 677     | 152                | 441              | 84                   |